# Scyllarides nodifer
Scyllarides nodifer е вид десетоного от семейство Scyllaridae. Видът не е застрашен от изчезване.

## Разпространение и местообитание
Разпространен е в Бермудски острови, Мексико (Веракрус, Кампече, Коауила де Сарагоса, Нуево Леон, Сонора, Табаско, Тамаулипас, Чиуауа и Юкатан) и САЩ (Алабама, Джорджия, Луизиана, Мисисипи, Северна Каролина, Тексас, Флорида и Южна Каролина).
Обитава крайбрежията и пясъчните и скалисти дъна на заливи. Среща се на дълбочина от 0,5 до 171,5 m, при температура на водата от 6,4 до 24,5 °C и соленост 32,7 – 36,5 ‰.